# Пана-кота
Па́на-ко́та, варені вершки (італ. panna cotta) — італійський п'ємонтський десерт з вершків, молока, цукру та желатину, також часто додають ваніль. Цей десерт походить із П'ємонту, хоча його їдять по всій Італії, подаючи з ягідними, карамельними, шоколадними сиропами.